# Eduard Große
Johann Ernst Eduard Große (eigentlich: Oehler) (* 13. Januar 1810 in Geschwenda; † 7. April 1882 ebenda) war deutscher Landwirt, Bürgermeister und Mitglied des Landtags des Fürstentums Schwarzburg-Sondershausen.

## Familie
Große war der uneheliche Sohn des Siegfried Oehler und der Maria Sophia Beßler verheiratete Mueller. Er wuchs beim Schultheißen Große auf und führte dessen Familiennamen. Große, der evangelisch-lutherischen Glaubens war, heiratete am 27. Februar 1833 in Geschwenda Johann Maria Carolina Kummer (* 3. Februar 1811 in Geschwenda; † 21. Mai 1889 ebenda) die Tochter des Holzarbeiters Christoph Kummer. Sie lebte bis zur Eheschließung bei ihrem Stiefvater Andreas Geßler.

## Leben
Große besuchte die Dorfschule und erhielt Lateinunterricht durch den Pfarrer in Geschwenda. Er war Anspänner und Landwirt sowie Teilhaber einer Ziegelhütte in Geschwenda.

## Politik
Er war vom 24. August 1835 bis (1874) Schultheiß bzw. Bürgermeister von Geschwenda und dort auch Landrichter. Vom 29. Dezember 1851 bis zum 23. Mai 1853 und erneut vom 28. November 1853 bis zum 31. Dezember 1859 war er Mitglied des Schwarzburg-Sondershäuser Landtags. 
1857 wurde er mit der  fürstlichen Ehrenmedaille ausgezeichnet.